# Corporación Social Deportiva y Cultural de Pereira
Il Deportivo Pereira Fútbol Club S.A., conosciuto come Deportivo Pereira è una società calcistica colombiana, con sede a Pereira. Milita nella Lega Betplay, la massima serie del calcio colombiano.

## Storia
Fondato il 12 febbraio 1944, non ha mai vinto titoli nazionali.

## Rosa 2021
Aggiornata al 31 gennaio 2021
| N. |                     | Ruolo | Calciatore          |
| -- | ------------------- | ----- | ------------------- |
| 1  | Colombia (bandiera) | P     | Harlen Castillo     |
| 4  | Colombia (bandiera) | D     | Danny Cano          |
| 7  | Colombia (bandiera) | A     | Wilfrido de La Rosa |
| 10 | Colombia (bandiera) | C     | Mateo Cano          |
| 11 | Colombia (bandiera) | A     | Camilo Mena         |
| 12 | Colombia (bandiera) | P     | Carlos Mosquera     |
| 14 | Colombia (bandiera) | C     | Jorge Murillo       |
| 17 | Colombia (bandiera) | C     | Rafael Navarro      |
| 25 | Colombia (bandiera) | C     | Jhonny Vásquez      |
| 29 | Colombia (bandiera) | D     | Yerson Mosquera     |
| 33 | Colombia (bandiera) | C     | Delio Ramírez       |
|    | Colombia (bandiera) | D     | Diego Peralta       |

| N. |                     | Ruolo | Calciatore           |
| -- | ------------------- | ----- | -------------------- |
|    | Colombia (bandiera) | D     | Cristian Florez      |
|    | Colombia (bandiera) | D     | Diego Sánchez        |
|    | Colombia (bandiera) | D     | Aldair Gutiérrez     |
|    | Colombia (bandiera) | D     | Juan Carlos Mosquera |
|    | Colombia (bandiera) | D     | Gilberto García      |
|    | Colombia (bandiera) | C     | Henry Rojas          |
|    | Colombia (bandiera) | C     | Maicol Medina        |
|    | Colombia (bandiera) | C     | Ever Valencia        |
|    | Colombia (bandiera) | C     | Daniel Restrepo      |
|    | Colombia (bandiera) | A     | Bryan Castrillón     |
|    | Colombia (bandiera) | A     | Franco Arizala       |

## Rosa 2011
| N. |                      | Ruolo | Calciatore              |
| -- | -------------------- | ----- | ----------------------- |
|    | Colombia (bandiera)  | P     | Edigson Velásquez       |
|    | Colombia (bandiera)  | P     | Róbinson Zapata         |
|    | Colombia (bandiera)  | P     | Miguel Vargas           |
|    | Colombia (bandiera)  | P     | José Alexis Márquez     |
|    | Colombia (bandiera)  | D     | Harnol Palacios         |
|    | Colombia (bandiera)  | D     | Felipe Benalcázar       |
|    | Colombia (bandiera)  | D     | Gustavo Victoria        |
|    | Colombia (bandiera)  | D     | José Andrés Ramírez     |
|    | Colombia (bandiera)  | D     | Herman Pulgarín         |
|    | Colombia (bandiera)  | D     | Francisco Córdoba       |
|    | Colombia (bandiera)  | D     | Danny Cano              |
|    | Colombia (bandiera)  | D     | Víctor Alfonso Castillo |
|    | Argentina (bandiera) | D     | Martín Aguirre          |

| N. |                      | Ruolo | Calciatore               |
| -- | -------------------- | ----- | ------------------------ |
|    | Paraguay (bandiera)  | C     | Jorge Brítez             |
|    | Colombia (bandiera)  | C     | Mário Jaramillo          |
|    | Colombia (bandiera)  | C     | Fabián Cuéllar           |
|    | Colombia (bandiera)  | C     | Deiner Córdoba           |
|    | Colombia (bandiera)  | C     | Arlinton Murillo         |
|    | Colombia (bandiera)  | C     | Andres Arroyave          |
|    | Colombia (bandiera)  | C     | Edwin Posada             |
|    | Colombia (bandiera)  | C     | Juan Felipe Rodríguez    |
|    | Brasile (bandiera)   | C     | Filipe Gabriel           |
|    | Colombia (bandiera)  | A     | José Heriberto Izquierdo |
|    | Colombia (bandiera)  | A     | Carlos Rodas             |
|    | Paraguay (bandiera)  | A     | Carlos Villagra          |
|    | Argentina (bandiera) | A     | Ramiro Arrú              |
|    | Uruguay (bandiera)   | A     | Diego Vera               |

## Palmarès

### Competizioni nazionali
- Campionato colombiano: 1

2022-II
- Categoría Primera B: 2

2000, 2019

### Altri piazzamenti
- Campionato colombiano:

Terzo posto: 1952, 1962, 1966, Apertura 1982
- Copa Colombia:

Finalista: 1956, 2021
Semifinalista: 2023
- Súper Liga:

Finalista: 2023
- Categoría Primera B:

Secondo posto: 1998
Terzo posto: 1999